# Черк (Клуж)
Черк (рум. Cerc) насеље је у Румунији у округу Клуж у општини Ваља Јериј. Oпштина се налази на надморској висини од 984 m.

## Становништво
Према подацима из 2002. године у насељу је живело 143 становника, од којих су сви румунске националности.